# Христианские погромы в Ориссе

Индийский штат Одиша

Христианские погромы в Ориссе — волна насилия, охватившая северо-восточный индийский штат Орисса (сейчас Одиша) в 2008 году. Поводом для насилия стало убийство лидера индуистских националистов Свами Лакшмананды Сарасвати, которое произошло 24 августа. Вина за убийство была возложена на местную христианскую общину, поскольку годом раньше он уже получил ранение в стычках с христианами. Индуистские экстремисты сжигали христианские церкви и изгнали со своих мест тысячи христиан. При этом христиане подвергались унижениям и побоям.
В результате погромов около 60 христиан были убиты и около 25 000 остались без крова.
23 января 1999 года в Одише индуистский экстремист заживо сжёг в машине спящего австралийского миссионера Грэма Стэйнса и двоих его сыновей.